# ZooMontana
Le ZooMontana est un parc zoologique situé à Billings, dans le Montana aux États-Unis et est le seul zoo et jardin botanique du Montana. La superficie du zoo est de 28 ha. Il compte actuellement près de 100 animaux, représentant 58 espèces. Ces animaux vivent tous dans des habitats conçus pour imiter leurs habitats naturels. Le zoo a été constitué et créé en tant qu'organisation à but non lucratif en 1992. Il se concentre toute l'année sur la faune indigène du Montana, des montagnes Rocheuses et d'autres régions à température froide égale ou supérieure au 45e parallèle. Les habitats intérieurs comprennent des animaux du monde entier. Le zoo est ouvert tous les jours de l'année à l'exception de Thanksgiving, de Noël, du Nouvel An et de Pâques, et ferme également lorsque la température descend en dessous de 0 °F (−17,8 °C). Le zoo reçoit plus de 80 000 visiteurs visiteurs par an.